# Litura unda
Litura unda är en insektsart som beskrevs av Knight 1970. Litura unda ingår i släktet Litura och familjen dvärgstritar. Inga underarter finns listade i Catalogue of Life.